# Thelypteris pleiophylla
Thelypteris pleiophylla är en kärrbräkenväxtart som först beskrevs av Sehnem, och fick sitt nu gällande namn av Ponce. Thelypteris pleiophylla ingår i släktet Thelypteris och familjen Thelypteridaceae. Inga underarter finns listade.